# Dennis Hediger
Dennis Hediger (22 settembre 1986) è un allenatore di calcio ed ex calciatore svizzero, di ruolo centrocampista.

## Carriera
Nella stagione 2010-2011 ha esordito nella Super League con la maglia del Thun, collezionando 19 presenze ed una rete. Il 3 giugno 2020 annuncia di porre fine alla sua carriera da calciatore, dopo aver subito una ferita al ginocchio durante l'ultima partita giocata con la squadra bernese in occasione del derby contro lo Young Boys del 10 febbraio 2019.